# 지곡초등학교 (경북)
지곡초등학교는 대한민국 경상북도 영천시 화남면 삼창리에 있는 공립 초등학교이다.

## 학교 연혁
- 1928년 5월 28일: 지곡공립보통학교 개교(설립인가 4월 30일)
- 1938년 4월 1일: 지곡공립심상소학교 개칭
- 1941년 4월 1일: 지곡국민학교 개칭
- 1981년 3월 1일: 병설유치원 개원(1학급)
- 1992년 4월 3일: 농촌형 급식학교로 지정
- 1994년 9월 1일: 용구분교장 편입
- 1996년 3월 1일: 지곡초등학교로 개칭
- 2004년 3월 1일: 영천시교육청 전통문화예술시범학교 지정
- 2015년 3월 1일: 제34대 박효익 교장 부임
- 2017년 2월 10일: 제85회 졸업(4,822명)

## 참고 자료
- 지곡초등학교 - 한국교육학술정보원 학교알리미